# ولادیمیر آبرویان
ولادیمیر اونیکی آبرویان (ارمنی: Վլադիմիր Օնիկի Աբրոյան؛ زاده ۲۳ سپتامبر ۱۹۳۹) نقاش، کاریکاتوریست اهل ارمنستان است.

## زندگی‌نامه
وی در ۲۳ سپتامبر ۱۹۳۹ در تفلیس به دنیا آمد .  وی عضو اتحادیه نقاشان ارمنستان (۱۹۶۰) می‌باشد. وی همچنین برنده جوایزی همچون نقاش شایسته جمهوری ارمنستان شد.